# きららシティ八尾曙川南

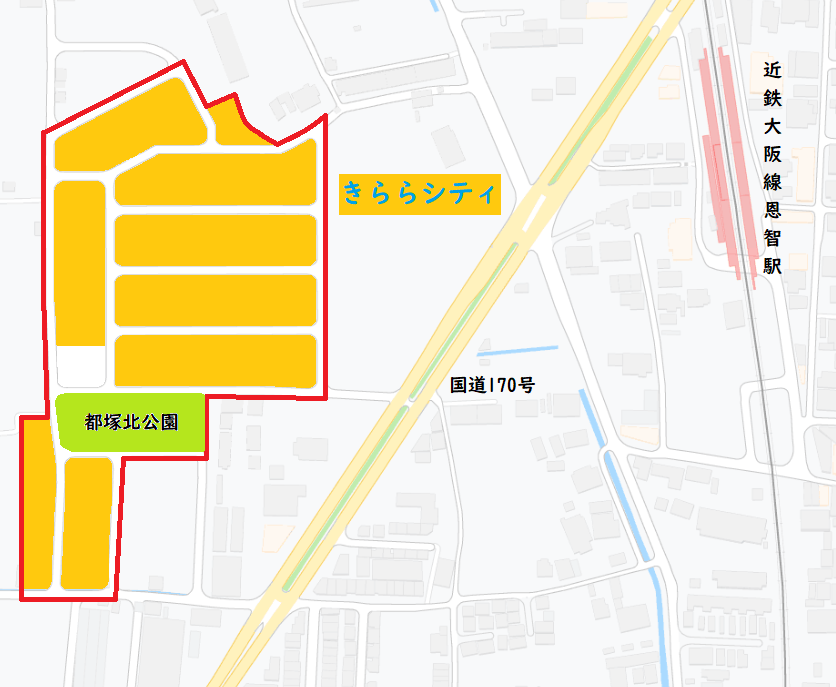
きららシティ八尾曙川南街区位置図

きららシティ八尾曙川南（きららシティやおあけがわみなみ）は、大阪府八尾市で行われている曙川南土地区画整理事業によって誕生したニュータウンである。事業主は大林新星和不動産、関電不動産開発、近鉄不動産、住友林業、阪急阪神不動産の5社、販売代理は株式会社オックス。なお、土地区画整理事業の正式名称は、「東部大阪都市計画事業　曙川南土地区画整理事業」である。

## 概要
曙川南土地区画整理事業は2015年7月10日の設立認可公告より開始された。約20.5haの面積を有し、総事業費は約53億円である。「笑顔 繋がる　ゆめ 広がる　まちづくり」をコンセプトに、住・商一体開発を進め、地区内を住環境保全地区、商業業務地区、幹線道路沿道地区に分ける地区計画を定められている。本街区は、事業地内の最北端に位置し、宅地造成が行われる前は農地であった。大林新星和不動産、関電不動産開発、近鉄不動産、住友林業、阪急阪神不動産の5社によって宅地造成が行われた。

## 開発地区
本街区は「曙川南土地区画整理事業」の一部として開発され、大字刑部・柏村町三丁目付近、土地区画整理事業地内の最北端、柏村交差点の西に位置する。なお、2018年に行われた八尾市町名地番改正審議会により、本街区は都塚北一丁目～二丁目に決定した。2019年12月19日の換地処分の公告日より、新住所が使用される。

## 街区
都市計画法に基づく用途地域第一種住居地域に指定にされ、街区内の道路幅員は全て6mを確保するよう計画されている。

### 人口
曙川南土地区画整理事業全体の計画人口は1,050人。本街区では178区画の宅地分譲を実施している。

### 地区計画
「駅からの徒歩圏である立地を活かし、開放的なまち並みと良質な居住環境を備えた緑豊かな低層住宅を主体に、周辺農地とも協調した良好な市街地の形成を図る」ことを目的に地区計画が定められている。建築物の高さの最高限度10m、建築物の敷地面積の最低限度100㎡、建築物の緑化率の最低限度が敷地面積の20％などの制限があるほか、建築物の用途の制限もあり、低層住居系の建築物のみ存在する「住環境保全地区」として計画されている。

### ホームセキュリティシステム
各住戸にホームセキュリティシステムが標準装備で導入されている。関西電力グループの関電SOSが運営し、街区内は365日巡回が行われている。

## 交通

### 鉄道
- 近鉄大阪線 恩智駅
- JR西日本大和路線 志紀駅

### 道路
- 国道170号（大阪外環状線）
- 大阪府道15号八尾茨木線

### バス
- 大阪バス八尾志紀線 - 本街区に一番近い停留所は「柏村町」。

## 公共施設等（近隣地区を含む）

### 官公庁
- 八尾警察署恩智交番

### 学校等
- 八尾市立曙川幼稚園
- あけぼの保育園
- あけぼの第二保育園
- 八尾市立曙川小学校
- 八尾市立曙川南中学校

### 医療機関
- ほりいクリニック
- 徳田診療所
- 清誠歯科

### 公園
- 都塚北公園（都塚北二丁目）

### 史跡等
- 由義寺跡

### 商業施設
- アクロスプラザ八尾